# Sindarius Thornwell
Sindarius Thornwell (Lancaster, 15 de novembro de 1994) é um basquetebolista profissional norte-americano que atualmente joga, em um contrato de 2 vias (two-way), pelo Orlando Magic da National Basketball Association (NBA).
Ele jogou basquete universitário na Universidade da Carolina do Sul e foi selecionado pelo Milwaukee Bucks na segunda rodada (48ª escolha geral) do Draft da NBA de 2017, sendo posteriormente trocado para o Los Angeles Clippers.

## Carreira no ensino médio
Thornwell frequentou a Lancaster High School em Lancaster, Carolina do Sul, nos seus primeiros 3 anos de ensino médio. Ele então se transferiu para a Oak Hill Academy em seu último ano e teve médias de 26,8 pontos, 8,6 rebotes e 3,6 assistências. Ele os levou a um recorde de 33-5. 
Ele foi classificado como o 39º melhor jogador pela ESPN.com e um recruta de 4 estrelas pela Rivals.com, que também o classificou como o 11º melhor Ala-armador de sua classe.
| Nome | Cidade natal                           | Escola           | Altura | Peso  | Data                 |
| --- | -------------------------------------- | ---------------- | ------ | ----- | -------------------- |
| Sindarius Thornwell G | Lancaster, Carolina do Sul             | Oak Hill Academy | 1,96 m | 93 kg | 2 de Outubro de 2012 |
| Sindarius Thornwell G | Recrutamento: Rivais: 247Sports: ESPN: |                  |        |       |                      |
| - Nota: Em muitos casos, Scout, Rivals, 247Sports e ESPN podem entrar em conflito em suas listas de altura e peso, nestes casos, a média foi obtida. - Fonte: |                                        |                  |        |       |                      |

## Carreira na faculdade
Em sua primeira temporada na Universidade da Carolina do Sul, Thornwell teve médias de 13.4 pontos, 4.1 rebotes, 3.0 assistências, 1.2 roubos de bola e 0.6 bloqueios. Como resultado de sua produção naquela temporada, ele foi nomeado membro do Time de Novatos da SEC. 
Sua segunda temporada não foi tão produtivo quanto sua temporada de calouros, ele teve médias de 11.1 pontos, 4.9 rebotes, 2.2 assistências, 1.3 roubos de bola e 0.3 bloqueios.
Seu terceiro ano, por outro lado, proporcionaria resultados relativamente semelhantes aos que ele teve no primeiro ano com médias de 13.4 pontos, 4.8 rebotes, 3.8 assistências, 1.5 roubos de bola e 0.5 bloqueios.
No entanto, Thornwell teve sua melhor temporada em seu quarto ano, quando teve médias de 21,4 pontos, 2.8 assistências, 7,2 rebotes, 2,2 roubadas e 1.0 bloqueios. Como resultado de sua produção naquela temporada, ele não foi apenas um membro da Primeira-Equipe da SEC, mas também foi nomeado o Jogador do Ano da SEC graças aos votos dos treinadores da Conferência Sudeste. Além disso, Thornwell liderou a Carolina do Sul até o Final Four no Torneio da NCAA de 2017, que foi o melhor resultado da história da universidade.

## Carreira profissional

### Los Angeles Clippers (2017–2019)
Em 22 de junho de 2017, Thornwell foi selecionado pelo Milwaukee Bucks com a 48ª escolha geral no Draft da NBA de 2017, mas ele foi trocado para o Los Angeles Clippers. Thornwell assinou com os Clippers em 26 de julho.
Ele sua estreia na NBA em 19 de Outubro de 2017 marcando 3 pontos em 3 minutos em uma vitória por 108-92 contra o Los Angeles Lakers. Seu melhor desempenho nessa temporada foi em uma derrota por 113-110 para o New Orleans Pelicans em que ele fez 20 pontos, 7 assistências, 5 rebotes e 2 bloqueios.
Em duas temporadas nos Clippers, ele jogou em 137 jogos com médias de 10.7 minutos, 2.5 pontos, 1.3 rebotes, 0.6 assistências, 0.5 roubos de bola e 0.2 bloqueios.

### Rio Grande Valley Vipers (2019–2020)
Em 26 de outubro, o Canton Charge negociou Thornwell para o Rio Grande Valley Vipers em troca de uma escolha de primeira rodada no Draft da G-League.
Thornwell teve média de 9,2 pontos, 5,2 rebotes e 4,6 assistências com 42,9% de arremessos certos na temporada de 2019-20.

### New Orleans Pelicans (2020–2021)
Em 6 de julho de 2020, Thornwell foi contratado pelo New Orleans Pelicans pelo restante da temporada de 2019-20. Em 1º de dezembro, ele assinou novamente com os Pelicans.
Depois de dispensar Thornwell em 23 de fevereiro de 2021, os Pelicans assinaram com ele um contrato de 10 dias no dia seguinte. Em 10 de março, ele assinou um segundo contrato de 10 dias.

### Orlando / Lakeland Magic (2021–Presente)
Em 4 de maio de 2021, Thornwell assinou um contrato de duas vias com o Orlando Magic e com o Lakeland Magic.

## Estatísticas

### NBA

#### Temporada regular
| Ano      | Equipe        | PJ  | PT | MPJ  | AP   | 3P   | LL   | RT  | AS  | BR  | TO | PPJ |
| -------- | ------------- | --- | -- | ---- | ---- | ---- | ---- | --- | --- | --- | -- | --- |
| 2017–18  | L.A. Clippers | 73  | 17 | 15.8 | .429 | .377 | .670 | 1.9 | .9  | .7  | .3 | 3.9 |
| 2018–19  | L.A. Clippers | 64  | 1  | 4.9  | .347 | .200 | .735 | .7  | .3  | .2  | .1 | 1.0 |
| 2019–20  | New Orleans   | 2   | 0  | 17.5 | .545 | .500 | .500 | 2.0 | 2.0 | .5  | .5 | 8.0 |
| 2020–21  | New Orleans   | 14  | 1  | 5.2  | .333 | .333 | .000 | .4  | .3  | .4  | .1 | 1.2 |
| 2020–21  | Orlando       | 7   | 0  | 20.6 | .320 | .286 | .667 | 1.9 | 2.4 | 1.1 | .1 | 3.4 |
| Carreira | Carreira      | 160 | 19 | 12.8 | .394 | .339 | .514 | 1.3 | 1.1 | .5  | .2 | 3.5 |

#### Playoffs
| Ano  | Equipe        | PJ | PT | MPJ | AP   | 3P   | LL | RT  | AS | BR | TO | PPJ |
| ---- | ------------- | -- | -- | --- | ---- | ---- | -- | --- | -- | -- | -- | --- |
| 2019 | L.A. Clippers | 4  | 0  | 3.0 | .333 | .333 | —  | 1.0 | .0 | .3 | .0 | 1.3 |

### G-League
| Ano      | Equipe                   | PJ | PT | MPJ  | AP   | 3P   | LL    | RT   | AS  | BR  | TO  | PPJ  |
| -------- | ------------------------ | -- | -- | ---- | ---- | ---- | ----- | ---- | --- | --- | --- | ---- |
| 2017-18  | Agua Caliente Clippers   | 1  | 1  | 38.0 | .286 | .000 | 1.000 | 10.0 | 4.0 | 1.0 | 1.0 | 14.0 |
| 2018-19  | Agua Caliente Clippers   | 6  | 6  | 30.7 | .438 | .192 | .750  | 3.5  | 1.8 | .8  | .3  | 14.7 |
| 2019-20  | Rio Grande Valley Vipers | 40 | 26 | 29.0 | .426 | .289 | .762  | 5.2  | 4.6 | 1.4 | .9  | 9.2  |
| Carreira | Carreira                 | 47 | 33 | 32.5 | .383 | .160 | .837  | 6.2  | 3.4 | 1.0 | .7  | 12.6 |

### Universitário
| Ano      | Equipe         | PJ  | PT  | MPJ  | AP   | 3P   | LL   | RT  | AS  | BR  | TO  | PPJ  |
| -------- | -------------- | --- | --- | ---- | ---- | ---- | ---- | --- | --- | --- | --- | ---- |
| 2013–14  | South Carolina | 34  | 34  | 29.6 | .386 | .370 | .736 | 4.1 | 3.0 | 1.2 | .6  | 13.4 |
| 2014–15  | South Carolina | 33  | 33  | 30.6 | .340 | .268 | .716 | 4.9 | 2.2 | 1.3 | .3  | 11.1 |
| 2015–16  | South Carolina | 34  | 34  | 33.1 | .382 | .333 | .764 | 4.8 | 3.8 | 1.5 | .5  | 13.4 |
| 2016–17  | South Carolina | 31  | 31  | 33.9 | .444 | .392 | .830 | 7.1 | 2.8 | 2.1 | 1.0 | 21.4 |
| Carreira | Carreira       | 132 | 132 | 31.8 | .388 | .340 | .761 | 5.2 | 2.9 | 1.5 | .6  | 14.8 |

Fonte: